# ブラジリア
ブラジリア（ポルトガル語: Brasília [bɾaˈziljɐ]）は、ブラジルの首都。ブラジリア連邦直轄区の中核となる地区である。人口は309万4325人（2021年）で同国3位である。ブラジル中部の標高約1,100mの高原地帯にある計画都市であり、1950年代・60年代に建設された。

## 概要

### 計画都市
ブラジル高原の荒涼とした未開の大地（セラード）に建設された計画都市。ブラジル人建築家ルシオ・コスタの設計により建設された計画都市地域は、人造湖であるパラノア湖のほとりに飛行機が翼を広げた形をしており、飛行機の機首の部分に国会議事堂や連邦最高裁判所などの政府機関が並び、翼の部分には高層住宅や各国の大使館がある。
国会議事堂や大聖堂などの主要建造物は、いずれもモダニズムの流れを受けた未来的なデザインで作られている。これらの公共建築の主任建築家は、ニューヨーク市の国際連合本部ビルの設計も担当したブラジル人建築家オスカー・ニーマイヤーである。

### 世界遺産登録
1987年には、世界遺産に登録された。歴史的で伝統的な街並みを持つ都市が世界遺産に登録されることは多いが、建設から40年未満という近代的な都市が登録されたのは、当時としては異例のことであった。のちに世界遺産委員会の「世界遺産条約履行のための作業指針」において、20世紀建築の登録は推進されるべき分野のひとつと位置づけられた。

### 気候
赤道と南回帰線の内側にあるため緯度による定義では熱帯に該当し、ケッペンの気候区分ではサバナ気候（Aw）とされるが、標高1000m台とやや高地にあるため温帯夏雨気候（Cwa,Cwb)にも近い。
| ブラジリア（1991–2020年, 極値1961年- ）の気候 | ブラジリア（1991–2020年, 極値1961年- ）の気候 | ブラジリア（1991–2020年, 極値1961年- ）の気候 | ブラジリア（1991–2020年, 極値1961年- ）の気候 | ブラジリア（1991–2020年, 極値1961年- ）の気候 | ブラジリア（1991–2020年, 極値1961年- ）の気候 | ブラジリア（1991–2020年, 極値1961年- ）の気候 | ブラジリア（1991–2020年, 極値1961年- ）の気候 | ブラジリア（1991–2020年, 極値1961年- ）の気候 | ブラジリア（1991–2020年, 極値1961年- ）の気候 | ブラジリア（1991–2020年, 極値1961年- ）の気候 | ブラジリア（1991–2020年, 極値1961年- ）の気候 | ブラジリア（1991–2020年, 極値1961年- ）の気候 | ブラジリア（1991–2020年, 極値1961年- ）の気候 |
| 月                                            | 1月                                           | 2月                                           | 3月                                           | 4月                                           | 5月                                           | 6月                                           | 7月                                           | 8月                                           | 9月                                           | 10月                                          | 11月                                          | 12月                                          | 年                                            |
| --------------------------------------------- | --------------------------------------------- | --------------------------------------------- | --------------------------------------------- | --------------------------------------------- | --------------------------------------------- | --------------------------------------------- | --------------------------------------------- | --------------------------------------------- | --------------------------------------------- | --------------------------------------------- | --------------------------------------------- | --------------------------------------------- | --------------------------------------------- |
| 最高気温記録 °C （°F）                        | 32.6 (90.7)                                   | 32.0 (89.6)                                   | 32.1 (89.8)                                   | 31.6 (88.9)                                   | 31.6 (88.9)                                   | 31.6 (88.9)                                   | 30.8 (87.4)                                   | 33.0 (91.4)                                   | 35.7 (96.3)                                   | 36.4 (97.5)                                   | 34.5 (94.1)                                   | 33.7 (92.7)                                   | 36.4 (97.5)                                   |
| 平均最高気温 °C （°F）                        | 26.9 (80.4)                                   | 27.2 (81)                                     | 27.0 (80.6)                                   | 26.8 (80.2)                                   | 26.0 (78.8)                                   | 25.3 (77.5)                                   | 25.6 (78.1)                                   | 27.4 (81.3)                                   | 29.1 (84.4)                                   | 29.0 (84.2)                                   | 27.0 (80.6)                                   | 26.8 (80.2)                                   | 27.0 (80.6)                                   |
| 日平均気温 °C （°F）                          | 21.9 (71.4)                                   | 21.9 (71.4)                                   | 21.8 (71.2)                                   | 21.6 (70.9)                                   | 20.3 (68.5)                                   | 19.3 (66.7)                                   | 19.3 (66.7)                                   | 21.0 (69.8)                                   | 22.8 (73)                                     | 23.1 (73.6)                                   | 21.7 (71.1)                                   | 21.7 (71.1)                                   | 21.4 (70.5)                                   |
| 平均最低気温 °C （°F）                        | 18.3 (64.9)                                   | 18.2 (64.8)                                   | 18.2 (64.8)                                   | 17.7 (63.9)                                   | 15.6 (60.1)                                   | 14.2 (57.6)                                   | 13.9 (57)                                     | 15.3 (59.5)                                   | 17.6 (63.7)                                   | 18.5 (65.3)                                   | 18.1 (64.6)                                   | 18.3 (64.9)                                   | 17.0 (62.6)                                   |
| 最低気温記録 °C （°F）                        | 12.2 (54)                                     | 11.0 (51.8)                                   | 14.5 (58.1)                                   | 10.7 (51.3)                                   | 3.2 (37.8)                                    | 3.3 (37.9)                                    | 1.6 (34.9)                                    | 5.0 (41)                                      | 9.0 (48.2)                                    | 10.2 (50.4)                                   | 11.4 (52.5)                                   | 11.4 (52.5)                                   | 1.6 (34.9)                                    |
| 降水量 mm （inch）                            | 206.0 (8.11)                                  | 179.5 (7.067)                                 | 226.0 (8.898)                                 | 145.2 (5.717)                                 | 26.9 (1.059)                                  | 3.3 (0.13)                                    | 1.5 (0.059)                                   | 16.3 (0.642)                                  | 38.1 (1.5)                                    | 141.8 (5.583)                                 | 253.1 (9.965)                                 | 241.1 (9.492)                                 | 1,478.8 (58.22)                               |
| 平均降水日数 （≥1.0 mm）                      | 16                                            | 14                                            | 15                                            | 9                                             | 3                                             | 1                                             | 0                                             | 2                                             | 4                                             | 10                                            | 17                                            | 18                                            | 109                                           |
| % 湿度                                        | 74.7                                          | 74.2                                          | 76.1                                          | 72.2                                          | 65.4                                          | 58.8                                          | 51.0                                          | 43.5                                          | 46.4                                          | 58.8                                          | 74.5                                          | 76.0                                          | 64.3                                          |
| 平均月間日照時間                              | 159.6                                         | 158.9                                         | 168.7                                         | 200.8                                         | 237.9                                         | 247.6                                         | 268.3                                         | 273.5                                         | 225.7                                         | 191.3                                         | 138.3                                         | 145.0                                         | 2,415.6                                       |
| 出典1：Instituto Nacional de Meteorologia     |                                               |                                               |                                               |                                               |                                               |                                               |                                               |                                               |                                               |                                               |                                               |                                               |                                               |
| 出典2：Meteo Climat (record highs and lows)   |                                               |                                               |                                               |                                               |                                               |                                               |                                               |                                               |                                               |                                               |                                               |                                               |                                               |

## 歴史

### 遷都
ブラジルは、ポルトガルの植民地から独立した頃から（ブラジリア建設以降、現代に至るまでも含め）旧首都であるリオデジャネイロやブラジル最大の都市であるサンパウロといった大都市が存在する大西洋沿岸部に人口や産業が集中している。そのため、内陸の高原部との間で所得などの面で大幅な格差があり、既に19世紀頃からその解消と、その方策としての内陸部遷都が叫ばれていた。

### 建設開始

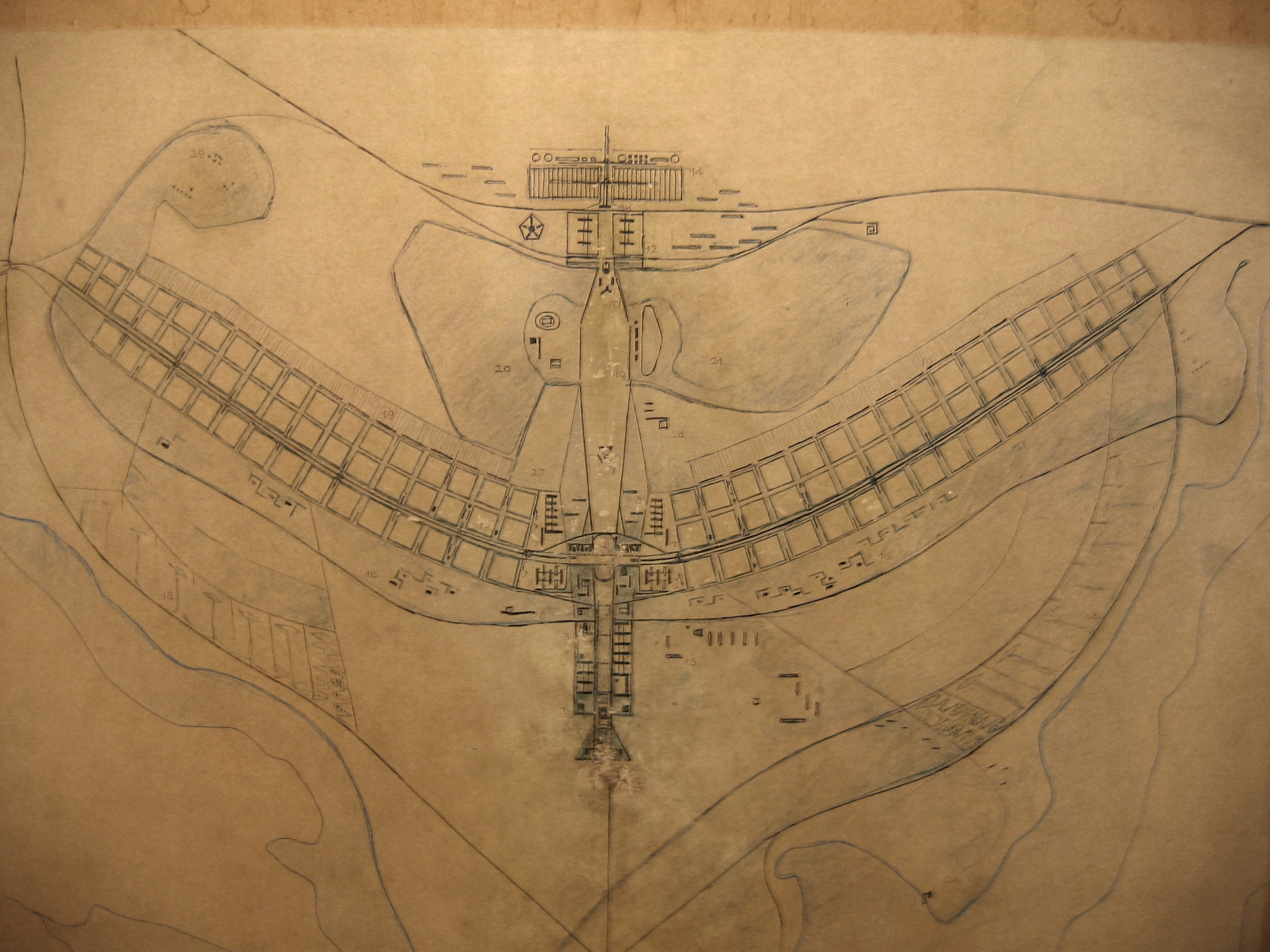
飛行機の主翼の形状を模したブラジリアの都市計画であるパイロットプラン

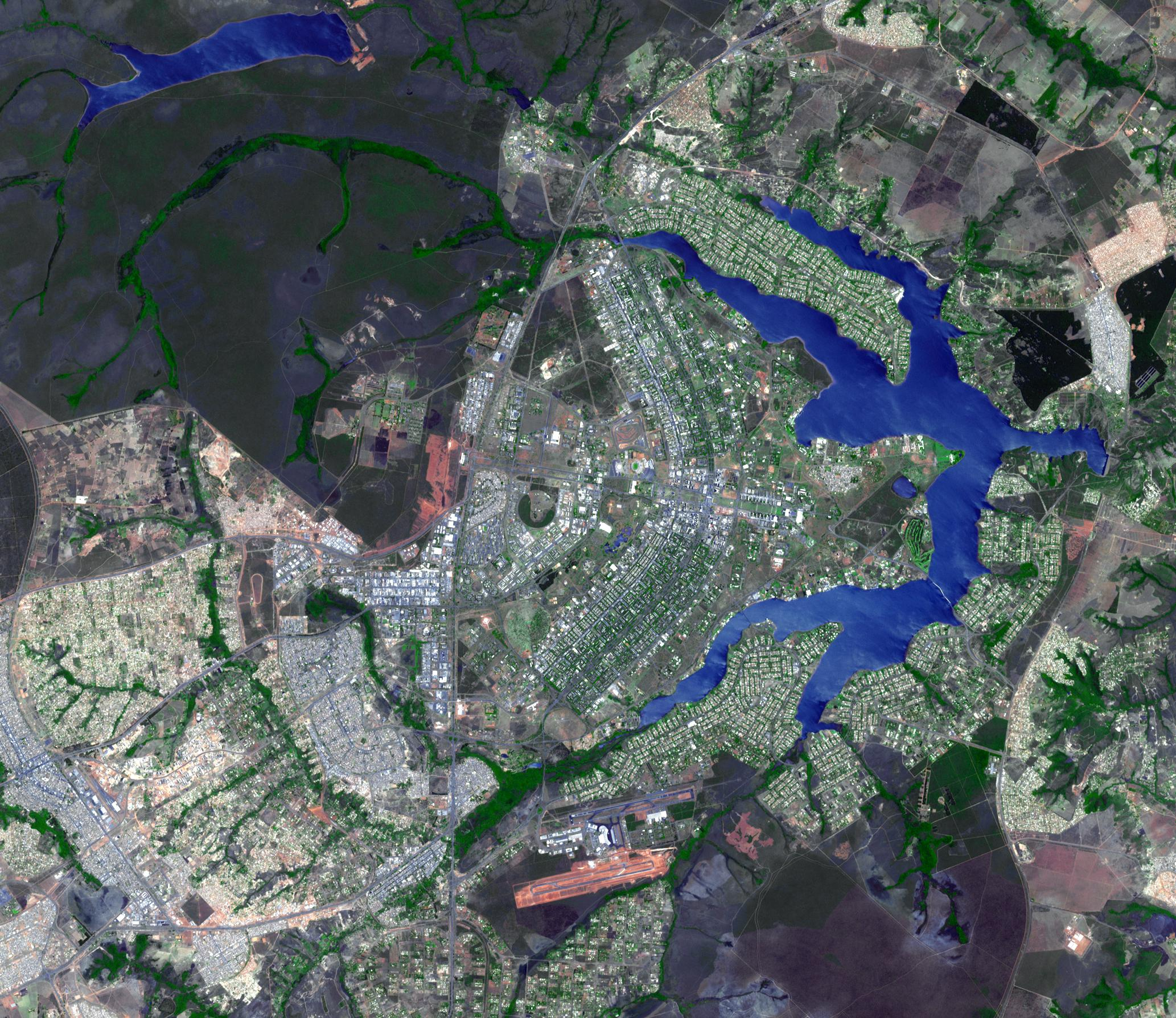
ブラジリアの衛星写真

20世紀に入ってからも、何度か内陸遷都が検討されながらも度重なる政変や第二次世界大戦の勃発などで具体的な形にならないままでいたが、1956年に大統領に当選したジュセリーノ・クビチェック（ジュセリーノ・クビシェッキ）は、新首都建設で内陸部の開発とそれによる国土の均衡的発展を企図し、正式に新都市の建設とリオデジャネイロからの遷都を発表した。
インドのチャンディーガルと並び、モダニズムの理念に基づいて計画的に建設された都市で、工事はクビチェックの任期である5年以内に間に合うよう、急ピッチで進められわずか41か月間（約3.5年）で完成。1960年4月21日に供用を開始した。

### 功罪
この新首都の建設によって内陸部の開発が進んだが、その一方で、莫大な建設費はブラジルの国家財政に大きな負担となって残り、1970年代から1980年代にかけてブラジルを襲った経済不振と高インフレの大きな原因の一つとなったとの評価もある。
新首都を国土の中央に建設した結果、開発の進行によって内陸部の経済振興は進み、ブラジル全体としてみれば、ブラジルの国土の中央部にブラジリア国際空港（ジュセリーノ・クビシェッキ国際空港）を建設したことにより、航空路線の航路は東西南北の各地域を結ぶハブを得ており、商業運輸の面でもこの地域の国道が整備されたことで、中西部のマットグロッソ州方面から北東部のバイーア州など大西洋側の地域へ、あるいはサンパウロ州から中西部、北東部へと抜ける物流や長距離バス路線が再整備されており、連邦直轄区の建設自体には今日、一定の意義が認められる。
しかしながら、道路は整備されているものの、河川が無い内陸部に建設されたため水運手段がなく、航空路線も国内線は充実しているが、大きな産業もないため国際線定期便の就航は少ない。また、サンパウロやリオデジャネイロ、マナウスなどの他の大都市とは距離がかなり離れている。このような状況から大企業の本社機能の移転などが行われるには至っていない。
さらに、ブラジリアは整然とした計画都市だが、市内の移動は自動車による移動を前提にしているために、実際の市民生活を送るには不便である。
しかも、国家プロジェクトとして緻密な計画が練られて開発されたブラジリア市とは対照的に、周囲の衛星都市は無秩序に発展し、ブラジリアが位置する連邦直轄区内は州境の幹線脇を中心に土地の不法占拠など半ばスラム化しているところもあり、そうした衛星都市を都市圏とすることで成り立つブラジリア市もその影響を免れておらず、一口に成功したとは言い難い状況である。
莫大な建設費を一挙に投じて、巨大建築が立ち並ぶ理想都市を建設したブラジリアのアンチテーゼとして、低コスト、ヒューマンスケール、小さなプロジェクトの積み上げという街づくりを掲げ、成功したのがパラナ州のクリティーバ市であった。

### 21世紀
2023年1月8日、前年の大統領選挙で敗れたジャイル・ボルソナロ前大統領の支持者らが、連邦議会や最高裁判所、大統領府の建物にも侵入して破壊活動を行った。

## 政治
地方政治は連邦区単位で管轄されている。ブラジリアには市長や市議会は無く、連邦区知事と連邦区議会がブラジリアを含む連邦区を統治する。

## 人口動態
白人(49.15%)、混血(44.77%)、黒人(4.80%)、アジア人(0.39%)、先住民(0.35%)

## 交通

### 市内

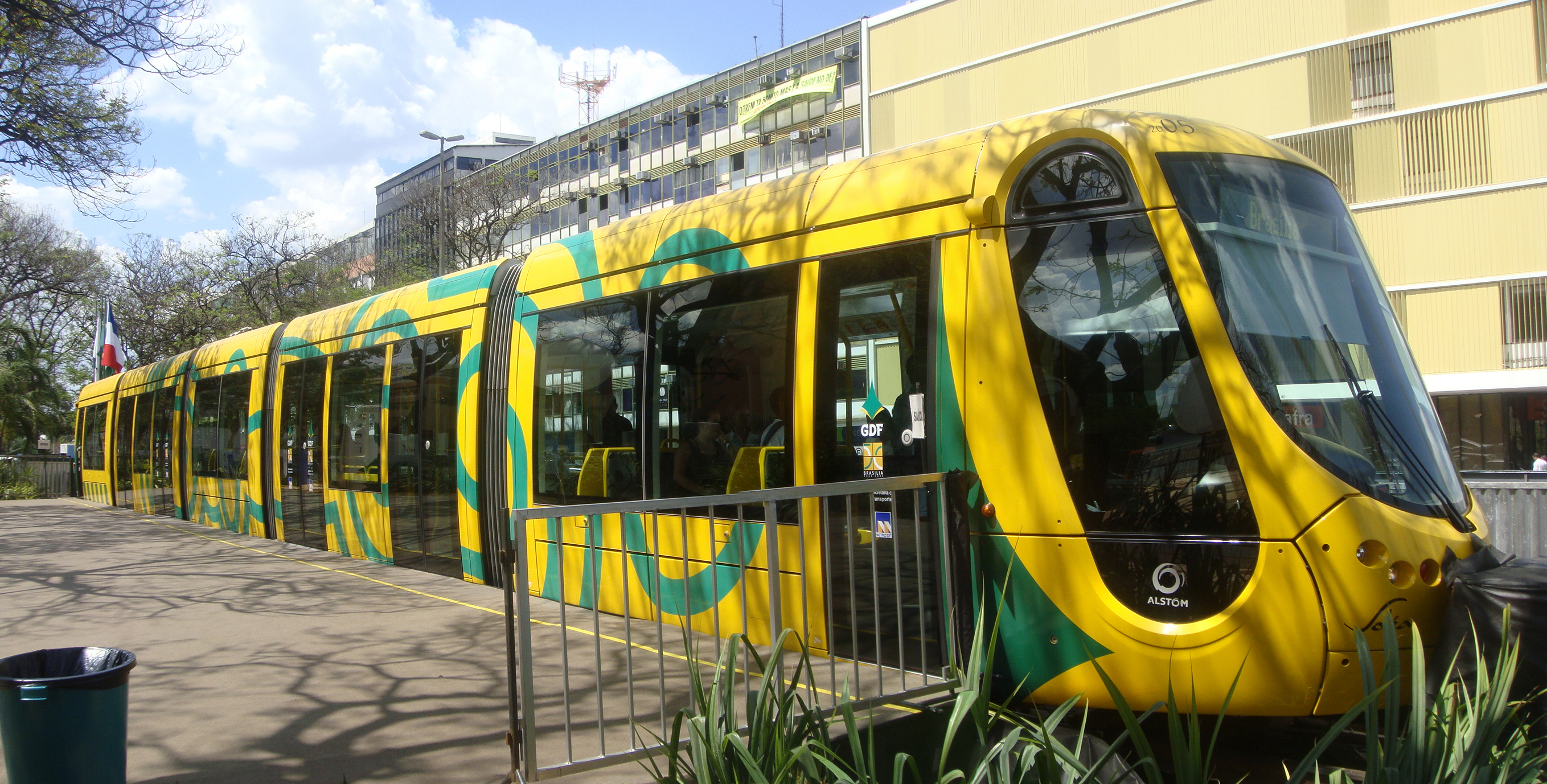
導入予定のトラム

市内は自動車道と歩道が完全に区別されており、自動車道も極力立体交差になるよう設計されている。住宅区画と商業区画、官庁街など各区画は厳然と分かたれており、市民生活においても移動が不便であるため、人口約300万人に対して自家用車の総数は100万台弱と、ブラジルの都市としては自動車の保有率が高い。
市内の主な公共交通手段はバスとタクシーである。近年になって公共交通機関の整備が始まり、一部で地下鉄が開業し、またトラムの建設工事が進行中である。

### 市外
サンパウロやリオ・デ・ジャネイロ、マナウスなどの他の大都市とは距離が離れており、旅客機と長距離バスが都市間の主な交通手段である。鉄道駅も存在するものの、こちらは貨物が主であり、一般に旅客には用いていない。

### 航空便

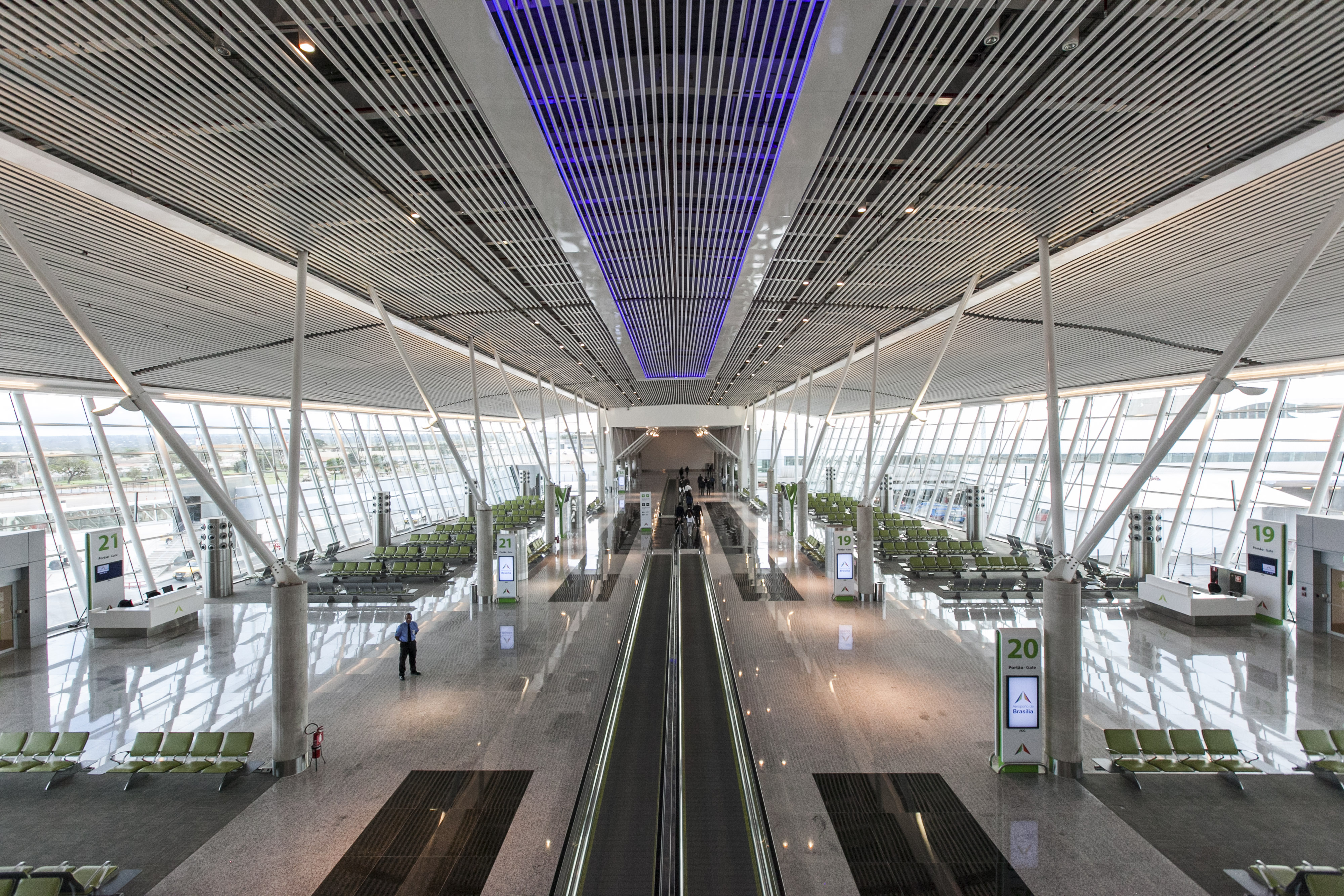
ブラジリア国際空港

空港はブラジリア国際空港があり、国際便と国内便が就航している。国内便については、全てのブラジルの大都市との間に定期便が就航しており、特に南部の大都市であるサンパウロのコンゴーニャス空港との間には15分-30分に1本程度、リオ・デ・ジャネイロのサントス・デュモン空港やアントニオ・カルロス・ジョビン国際空港との間には30分―1時間に1本程度の定期便が就航している。
またブラジル国内の旅客便は南部の都市、中部の都市、北部の都市にまたがって移動する場合、中小都市同士との間には必ずしも直行便があるわけではないので、ブラジルの中心に位置するブラジリア国際空港が各都市を結ぶ乗り換えのハブ的役割を果たしている。
国際便については、ブラジリア自体に大きな産業がないため、首都の空港であるにもかかわらずTAPポルトガル航空によるリスボンへの直行便のみにとどまっていたが、昨今のブラジルの経済成長と、ブラジル中西部そしてブラジリア発着客の増加を受けて、北米便の就航が2009年より相次いでいる（アトランタ、マイアミ）。なお、TAM航空がニューヨークとの直行便を就航させる予定である。

## 主な建造物
- プラナルト宮殿（大統領府）
- アルボラーダ宮殿（大統領官邸）
- 国会議事堂
- 連邦最高裁判所
- 三権広場（英語版、ポルトガル語版）
- ブラジリア大聖堂
- ドンボスコ聖堂（ポルトガル語版）
- クビチェック大統領記念館（英語版、ポルトガル語版）
- 国立美術館（英語版、ポルトガル語版）
- ジュセリーノ・クビチェック橋（英語版、ポルトガル語版）
- クラウディオ・サントロ国立劇場（英語版、ポルトガル語版）
- テレビ塔（英語版、ポルトガル語版）

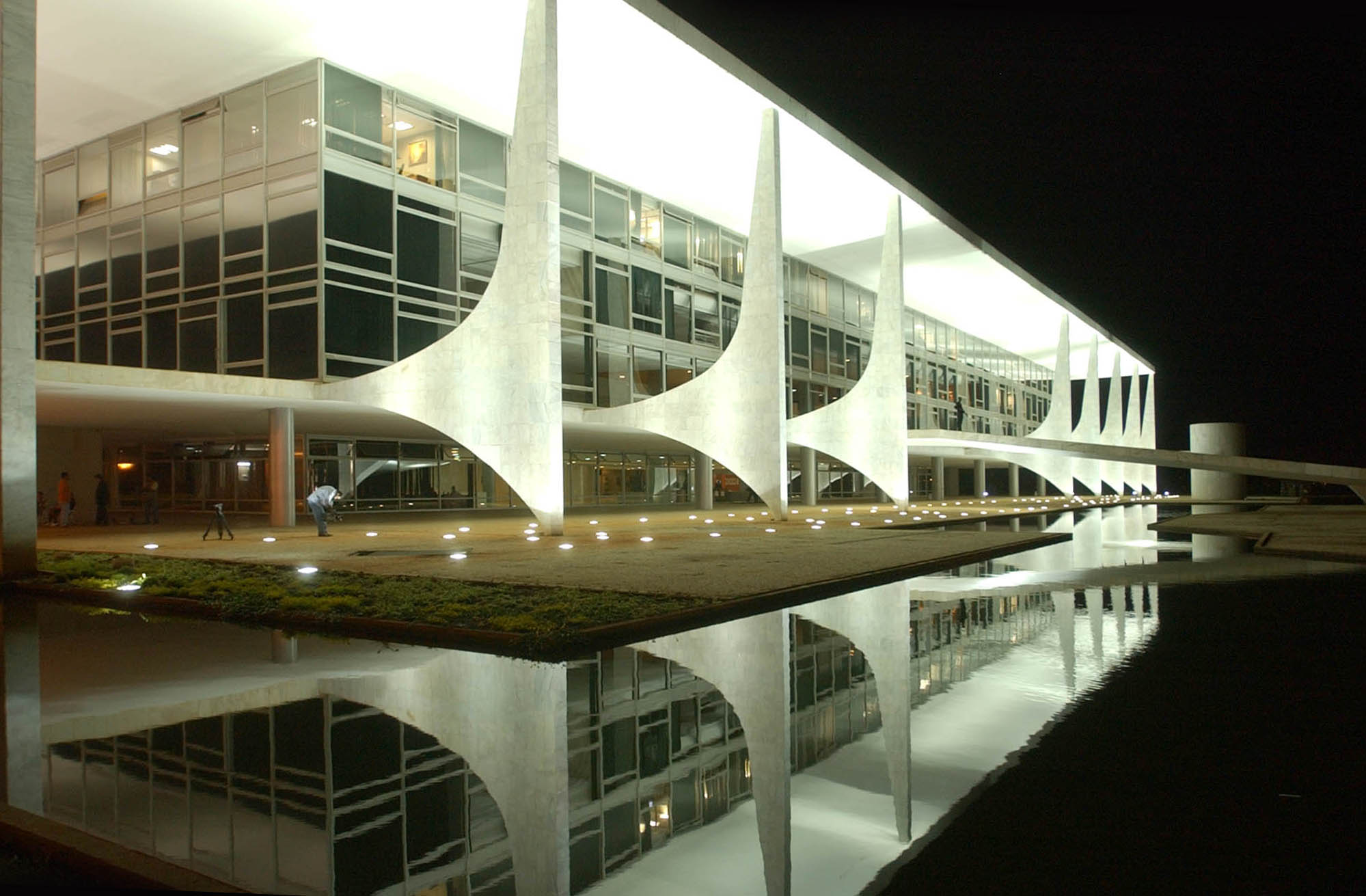
プラナルト宮殿
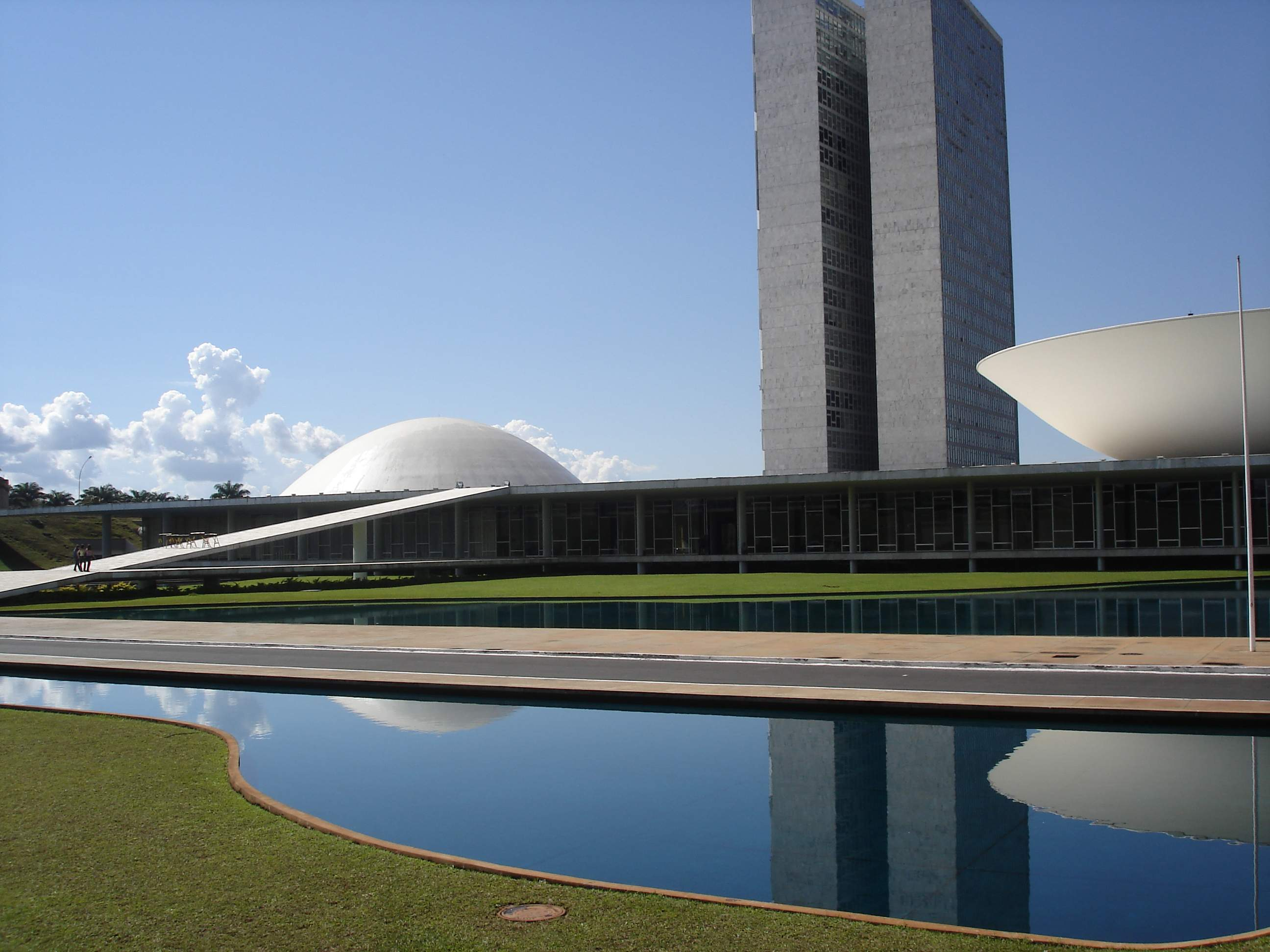
国会議事堂
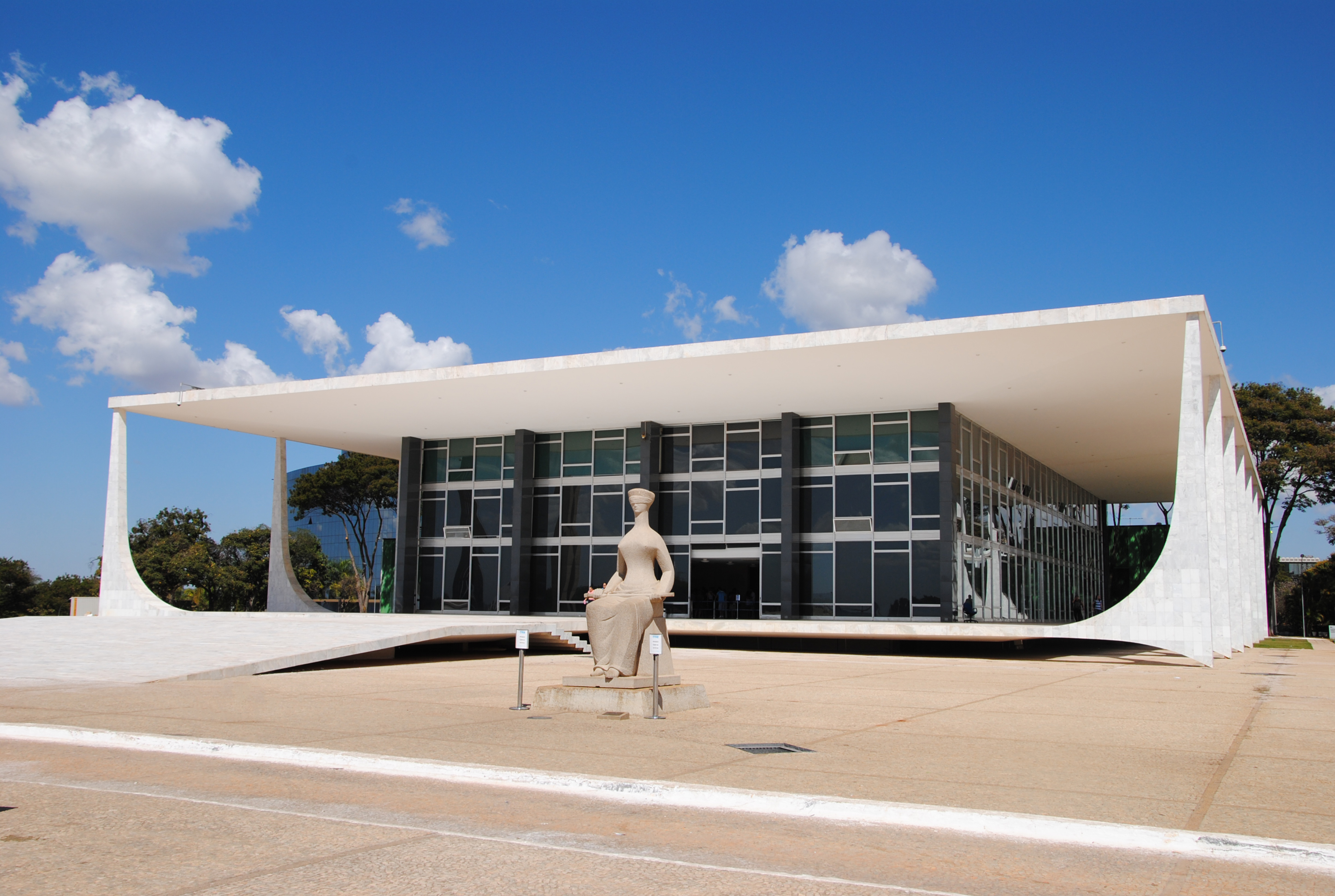
連邦最高裁判所
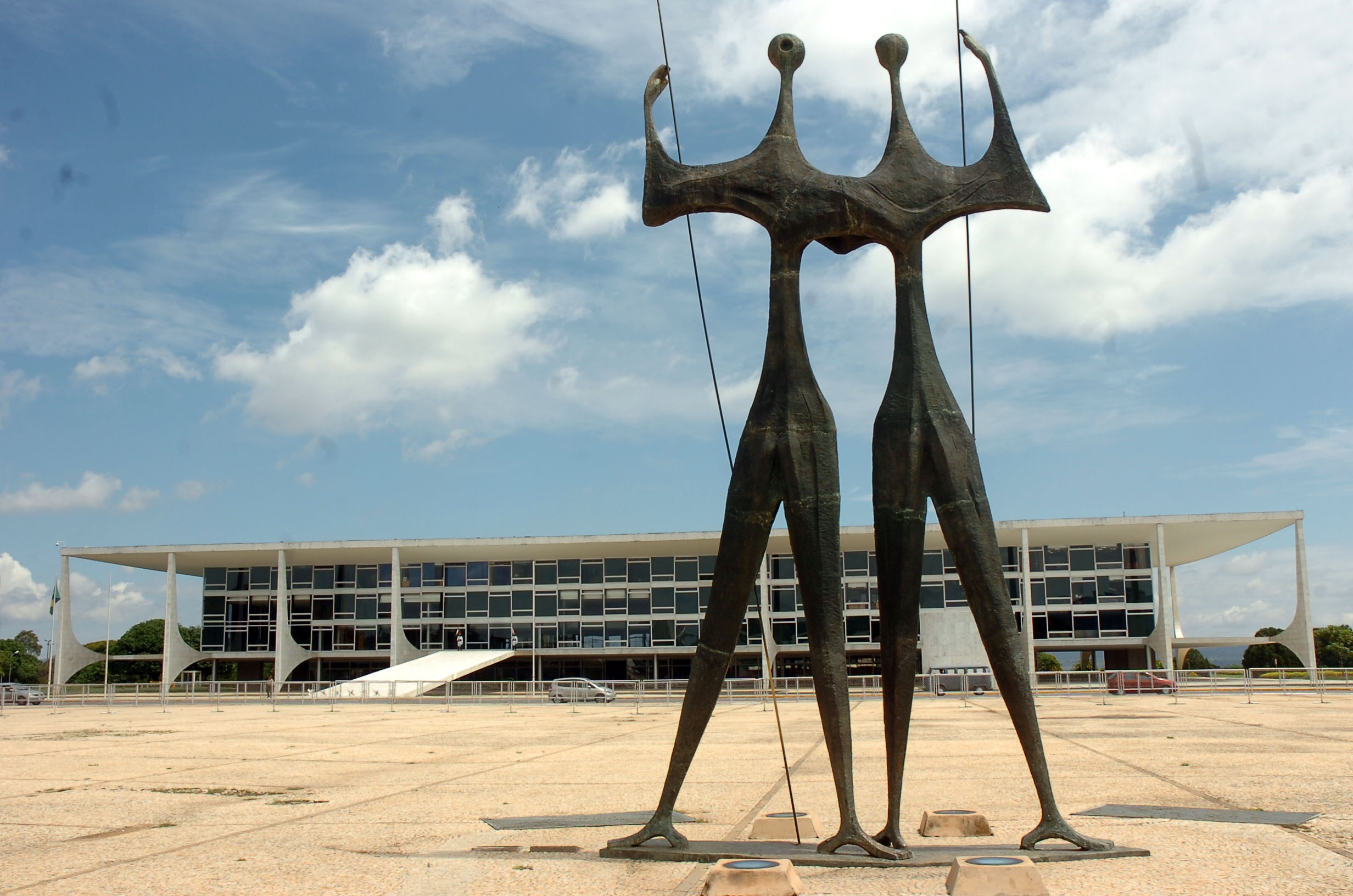
三権広場
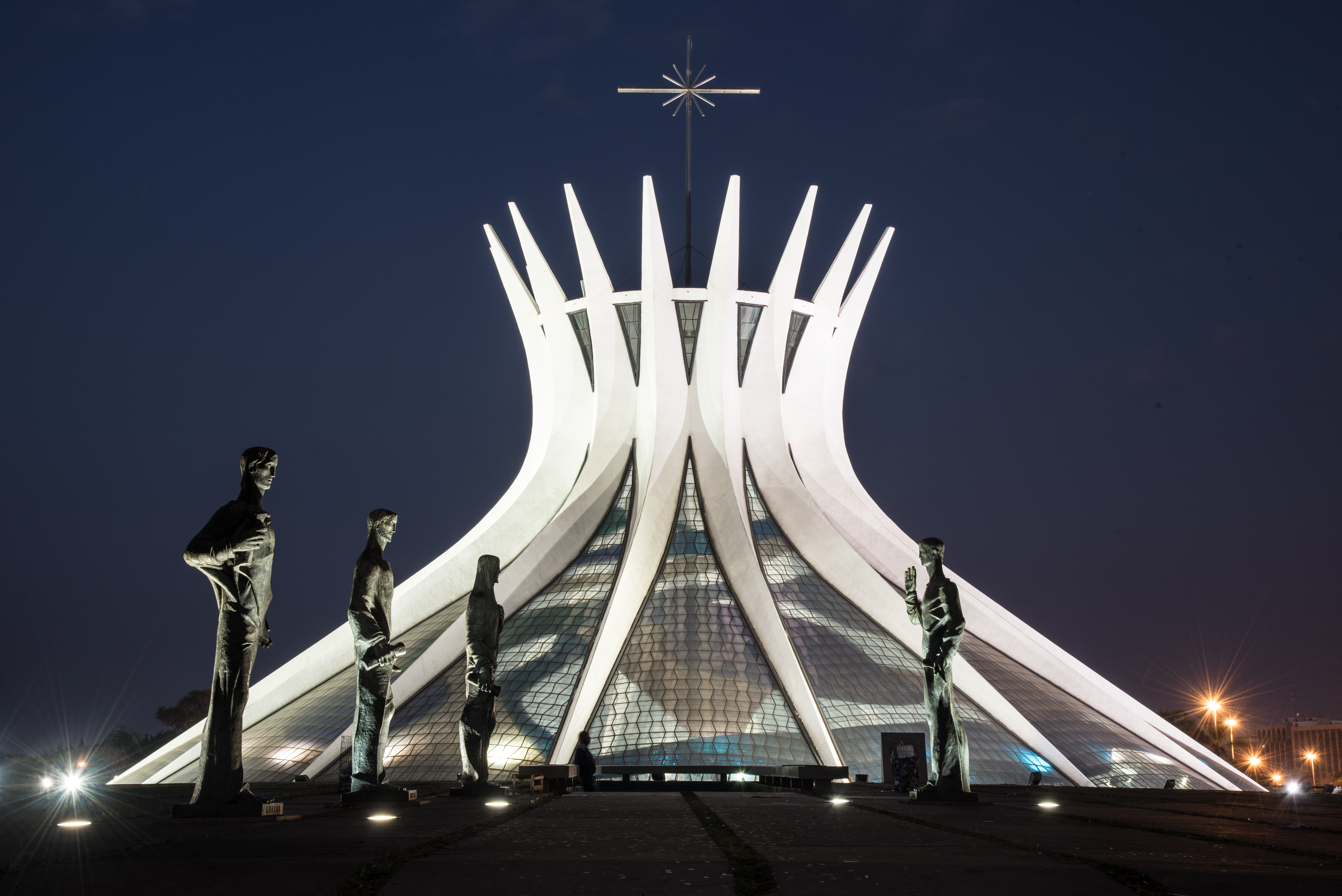
ブラジリア大聖堂
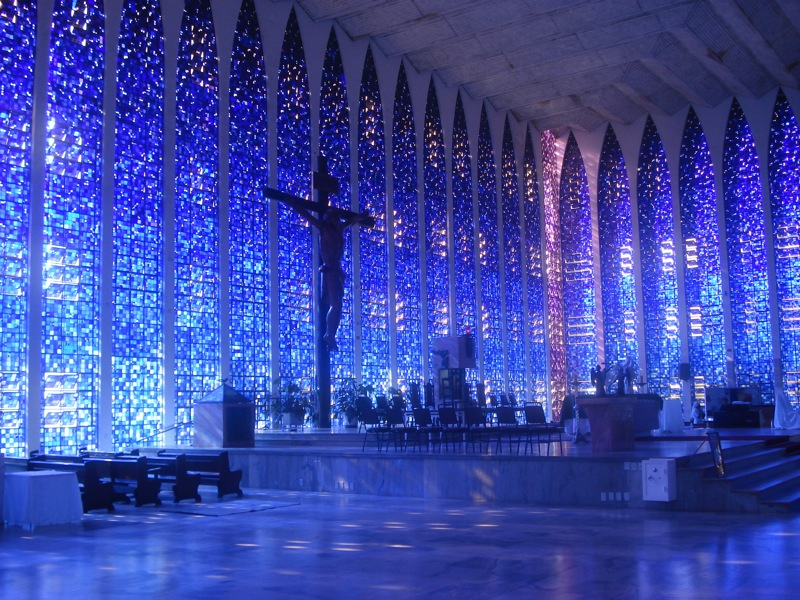
ドンボスコ聖堂の内部
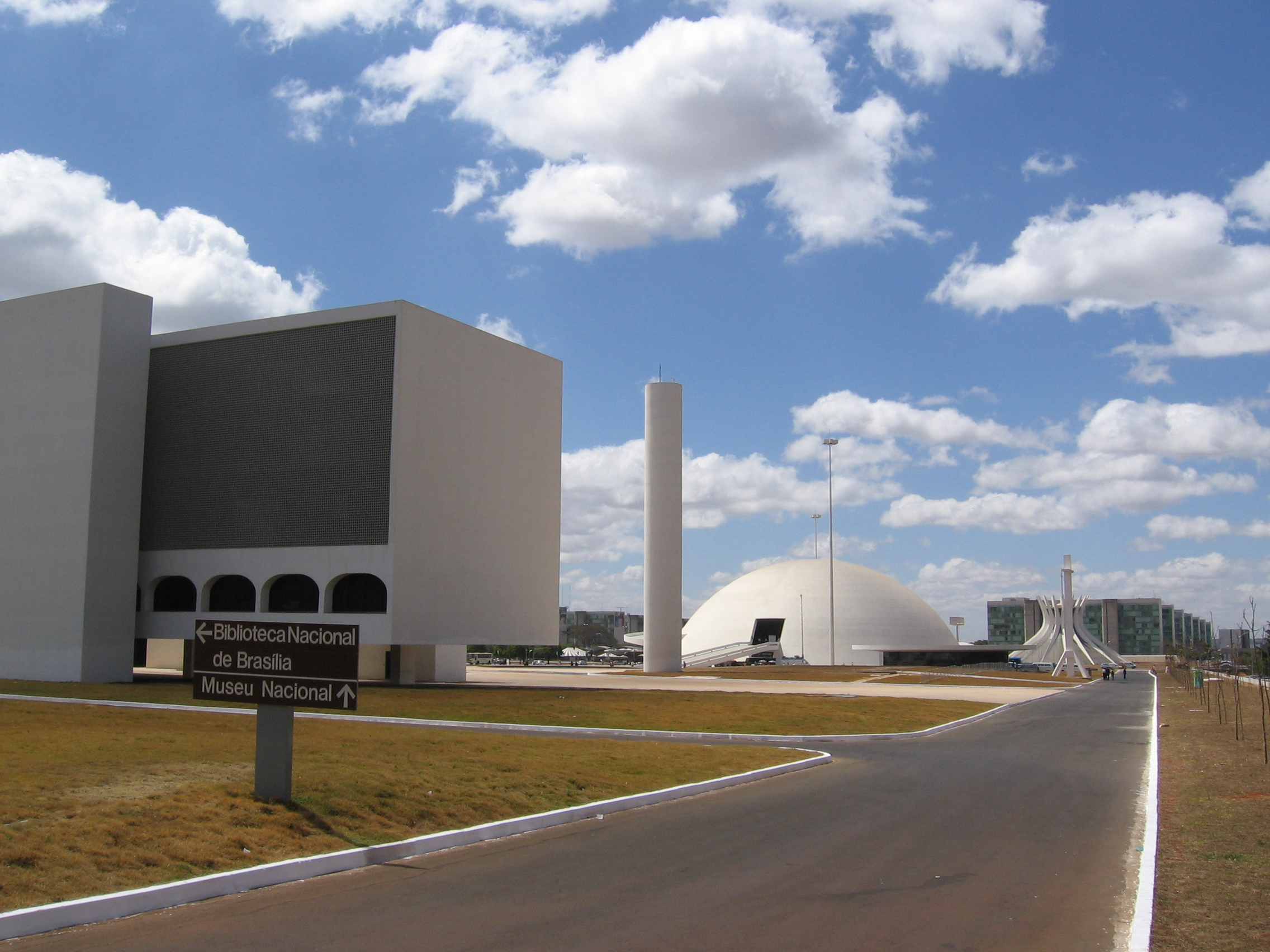
国立美術館
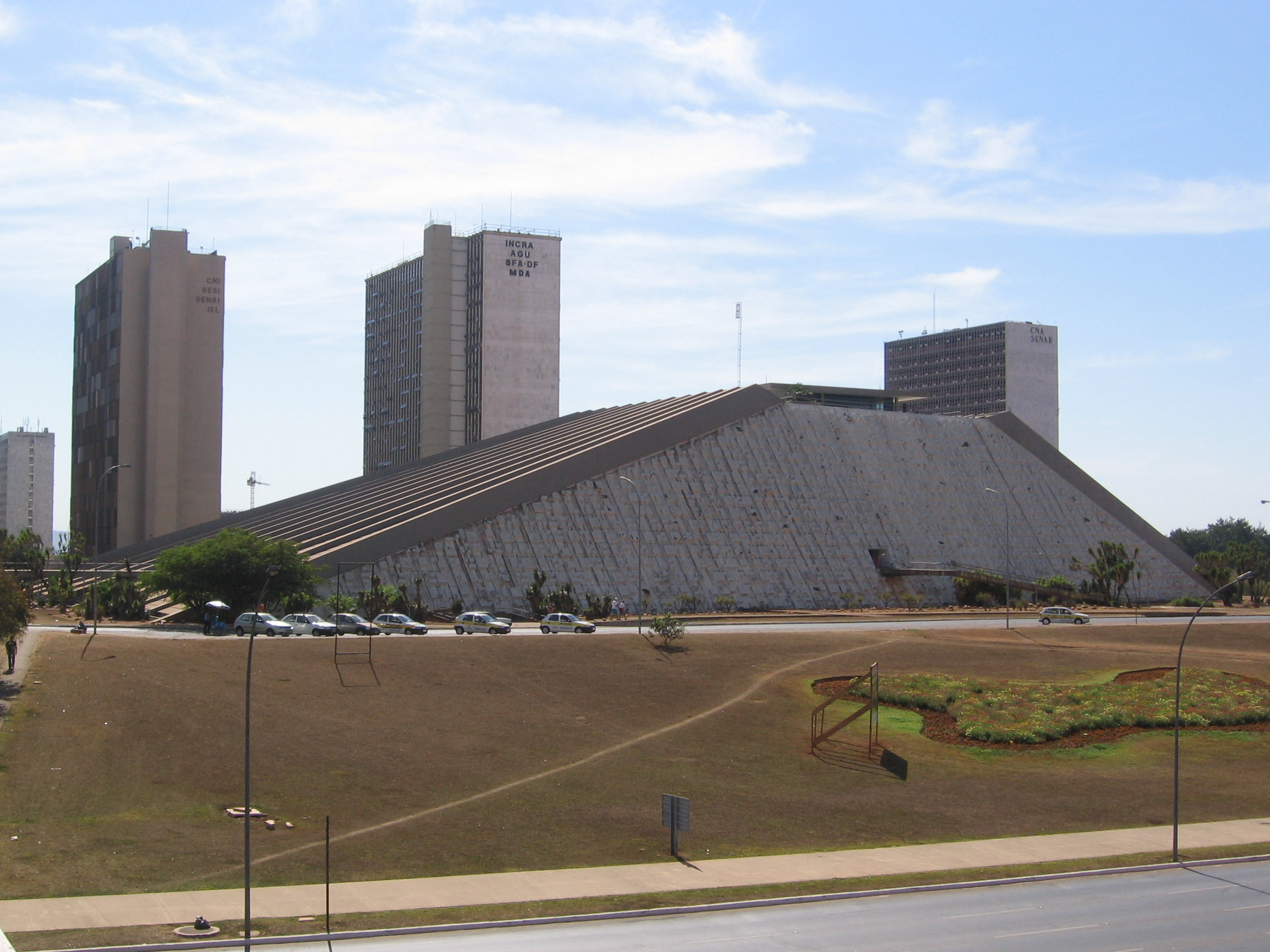
クラウディオ・サントロ国立劇場
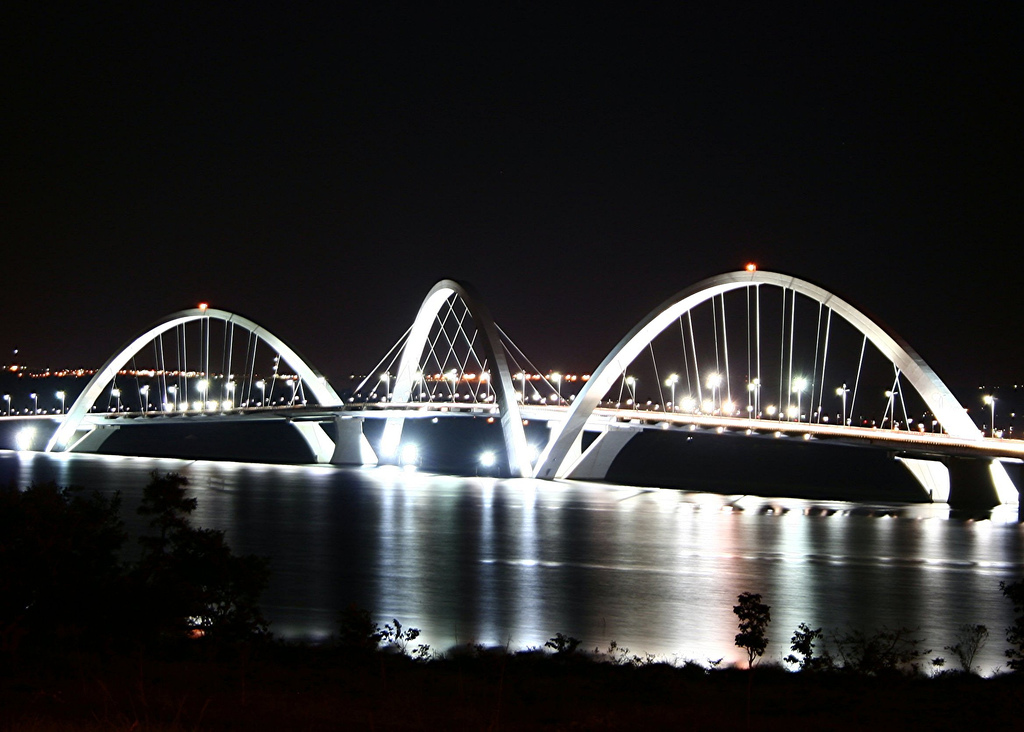
ジュセリーノ・クビチェック橋
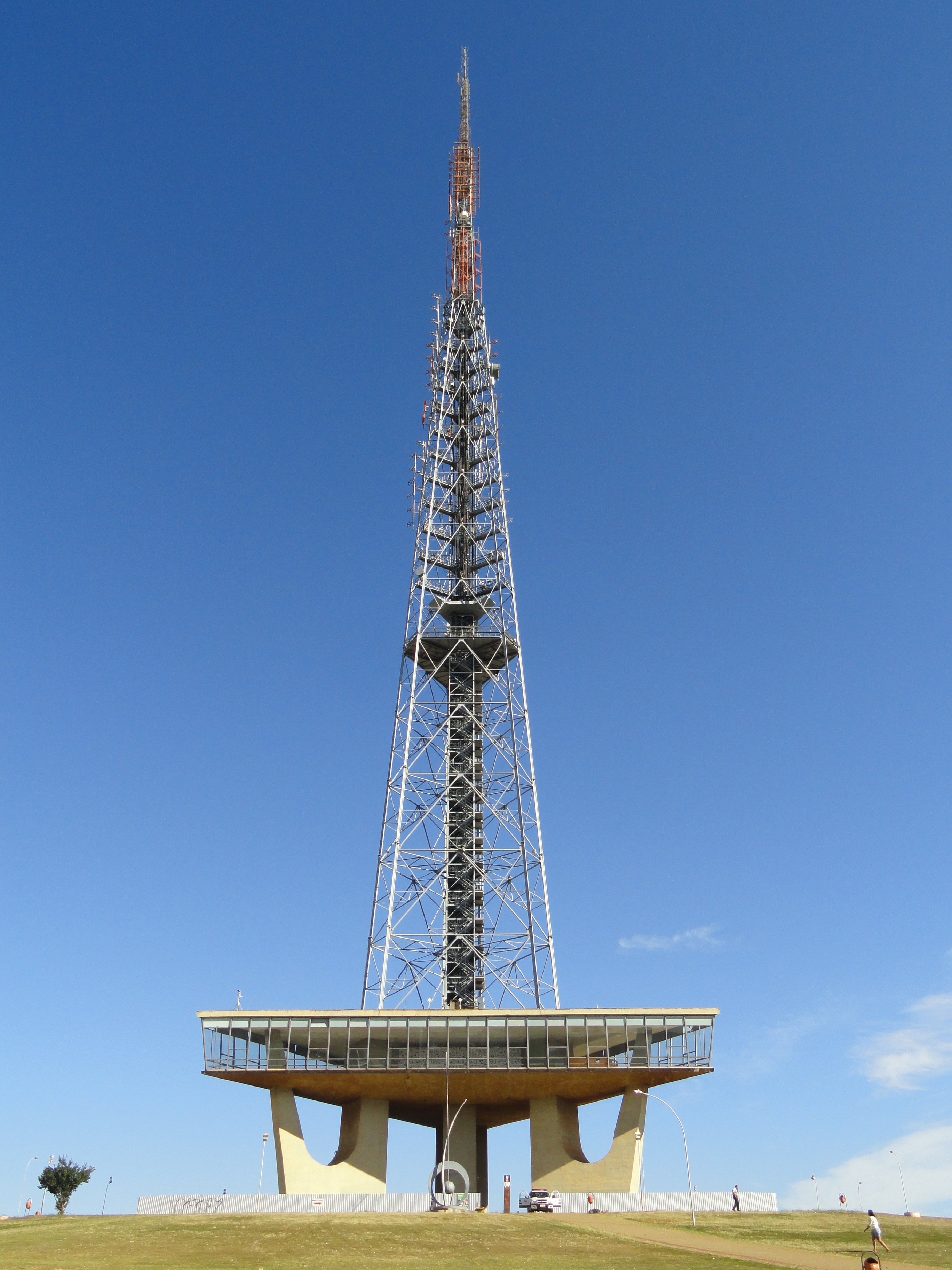
テレビ塔

## 世界遺産

### 登録基準
この世界遺産は世界遺産登録基準のうち、以下の条件を満たし、登録された（以下の基準は世界遺産センター公表の登録基準からの翻訳、引用である）。
- (1) 人類の創造的才能を表現する傑作。
- (4) 人類の歴史上重要な時代を例証する建築様式、建築物群、技術の集積または景観の優れた例。

## スポーツ
ブラジリエンセFCやSEガマ、レギオンFCなどのサッカークラブがあるが、ブラジルの1部リーグに所属するクラブは2014年の時点では存在しない。なおブラジリアの州リーグ（ブラジリアは連邦直轄区なので厳密に言うと「州リーグ」ではない）が存在しているが小規模である。市内にあるエスタジオ・ナシオナル・デ・ブラジリアはFIFAコンフェデレーションズカップ2013と2014 FIFAワールドカップ、リオデジャネイロオリンピックのサッカーの会場として使用された。
2019年には夏季ユニバーシアードを開催予定だったが、2015年1月に財政難を理由に開催を返上したため、2016年5月にナポリ（ イタリア）で代わって開催することが決定した。

## 姉妹都市
国内
- ディアマンティーナ（ミナスジェライス州）

外国
- グアダラハラ、メキシコ合衆国
- ブエノスアイレス、アルゼンチン共和国
- ボゴタ、コロンビア共和国
- リマ、ペルー共和国
- モンテビデオ、ウルグアイ東方共和国
- サンティアゴ、チリ共和国
- リスボン、ポルトガル共和国
- ローマ、イタリア共和国
- パリ、フランス共和国
- アムステルダム、オランダ王国
- ワシントンD.C.、アメリカ合衆国
- ボストン、アメリカ合衆国
- アブジャ、ナイジェリア共和国
- キャンベラ、オーストラリア連邦
- ドーハ、カタール国
- ルクソール、エジプト・アラブ共和国
- ウィーン、オーストリア共和国
- 西安市、中華人民共和国